# 丹當基鎮區
丹當基鎮區為緬甸克倫邦丹當基縣下辖的一个鎮區。2014年人口96,052人，區域面積3,633平方公里。該鎮區轄下214個村莊。丹當基為該鎮區首府。